# シナモン ゆめの大冒険
『シナモン ゆめの大冒険』（しなもんゆめのだいぼうけん）は2004年12月2日にイマジニアが発売したゲームボーイアドバンスのゲームソフトである。

## 概要
主人公であるシナモンが夢の中でフレンズを探し冒険する、ふわふわアクションゲーム。

## システム
ゲーム難易度
ファイル初回選択時にのみ「かんたん」「ふつう」「むずかしい」の中から選ぶことができる。ストーリークリア後の隠しステージを遊べるのは「むずかしい」のみ。
おなか
いわゆるHP。敵に当たったりするほか、テクニックを使ったり、普通に動いているだけでも減っていく。スイーツを取ると回復する。
スイーツとリンク
ステージには様々なスイーツが30個散りばめられており、４種類の皿の色と100種類のスイーツからなる。
「赤」「青」「黄」の同じ色の皿または、同じ種類のスイーツを連続で取ることで「リンク」と呼ばれるコンボが発生する。「虹」の皿は何とでもつながる。
リンクが起きることで、ボーナススコアが加算されるほか、各ステージで初めて１０リンクを達成した瞬間に隠しスイーツが出現する。これを取らないとスイーツ取得数が30に到達しない。
王冠
ステージ一つ一つに目標スコアが設定されており、それを達成するとステージの番号の上に王冠のマークがつく。
王冠を狙うには、スイーツ全取得でだいたい十分だが、後半になるとリンクボーナスも狙わないと達成できない。
難易度「むずかしい」のみ、全ステージ王冠で出現する隠しステージがある。
ハイスコア表とスイーツアルバム
やりこみ要素。ハイスコア表では、自分のハイスコアが一覧で見られるほかに、王冠の有無も確認できる。
レベルごとに王冠をコンプリートすると、シナモンの挿絵が変化する。
スイーツアルバムでは、これまでに取ったことのあるスイーツをポップな説明文つきで楽しめる。
コンプリートには隠しステージ含む全ステージの王冠が必須。
敵の体力とテクニックの攻撃力
敵の体力は視認することができず、テクニックごとに攻撃力も違うため敵の種類ごとに記憶する必要がある。
ザコ敵の体力は１～５の５タイプあり、テクニックの攻撃力は
ろ～りんぐ＜ドロップ＜トルネード
であり、体力５の敵をそれぞれ５、３、１回で気絶させることができる。

## ステージ
隠しステージ以外は１エリアごとに３ステージある。隠しステージは１ステージずつのみ。
ステージ1「まち」
シナモンが最初に冒険するステージ。ここにはカプチーノがいる。
ステージ2「こうえん」
さまざまな生き物がいる
レベル2にはシナモンドロップを覚える本がある。
ボスは3匹のはち。
ステージ3「おはなばたけ」
お花をメインにしたステージ
ここにはエスプレッソがいる
ステージ4「とけいじかけのま」
時計の中で冒険するステージ
レベル2にはシナモンローリングを覚える本がある
ボスは目覚まし時計
ステージ5「ゆうえんち」
ジェットコースターや観覧車などがあるステージ
ここにはモカがいる
ステージ6「とう」
塔の中を冒険するステージ
レベル2にはシナモントルネードを覚える本がある
ボスはまほう使いとおばけ×3
ステージ7「そら」
お空を冒険するステージ
ここにはシフォンがいる
ラストステージ「そらとぶていえん」
勇気を出してみるくを探すステージ
ボスはバク。
ダメージをあたえるほどステージをせまくさせる
隠しステージ1「うちゅう」
ゲーム開始時の難易度選択で「むずかしい」を選んだ場合のみ、エンディング後に出現
きらめく宇宙をただようステージ
隠しステージ2「おかしのくに」
「うちゅう」までの全てのステージで王冠をとる
おかしでできた街を探索するステージ
隠しステージ3「うみ」
「おかしのいえ」までの全てのステージで王冠をとる
きれいなふかいうみに潜っていくステージ

## 主要登場キャラクター
シナモン
カプチーノ
エスプレッソ
モカ
シフォン
みるく
カフェのおねえさん